# 陳澤民 (1953年)
陳澤民（1953年—），人稱九哥，男，祖籍上海，生于香港，香港商人，藝人陳冠希之父。
陳澤民活躍於香港娛樂界，是英皇娛樂老闆楊受成及影星成龍的好友。陳澤民旗下有多間演藝及唱片公司，他亦是上市公司駿雷國際有限公司的主席。2003年5月23日，陳澤民所控制的369控股曾經被證券行入稟追討647萬元未付孖展款項。

## 家庭
父親陳邦平，曾在香港政府教育署工作，2005年陳邦平家族出現爭產風波，陳一度被申請破產。
前妻Carol，两人育有兩女一子，長女陳麗華、次女陳見飛及小兒子陳冠希。除陳冠希外，陳見飛亦曾在娛樂圈發展，並推出唱片，但近來已淡出幕前。